# Хлорид-дибромид тиофосфорила
Хлорид-дибромид тиофосфорила — неорганическое соединение,
хлор-бромангидрид тиофосфорной кислоты
с формулой PSBr2Cl,
светло-зелёная жидкость,
реагирует с водой.

## Получение
- Пропускание паров трихлорида тиофосфорила и бромистого водорода над нагретой пензой с последующей фракционной перегонкой продуктов реакции [1]:

{\displaystyle {\mathsf {PSCl_{3}+2HBr\ {\xrightarrow {400-500^{o}C}}\ PSBr_{2}Cl+2HCl}}}

## Физические свойства
Хлорид-дибромид тиофосфорила образует светло-зелёная жидкость.
Реагирует с водой.